# Cruthin
Os cruthin (em irlandês moderno: Cruithne) eram um povo da Irlanda medieval. Seu núcleo estava em Úlster e incluía partes dos atuais condados de Antrim, Down e Londonderry. Eles também teriam vivido em partes de Leinster e Connacht. Seu nome é o equivalente irlandês de *Pritanī, o nome nativo reconstruído dos britanos, e Cruthin às vezes era usado para se referir aos pictos, mas há um debate entre os estudiosos quanto à relação dos cruthin com os britanos e os pictos.
Os cruthin possíam vários túatha (territórios), que incluíam o Dál nAraidi do condado de Antrim e o Uí Echach Cobo (Iveagh) do condado de Down. As primeiras fontes distinguem entre os cruthin e os ulaid, que deram seu nome ao reino superior, embora o Dál nAraidi mais tarde afirmasse em suas genealogias ser na fír Ulaid, “o verdadeiro ulaid”. Os loígis, que deram seu nome ao condado de Laois em Leinster, e os soghain de Leinster e Connacht, também são reivindicados como cruthin nas primeiras genealogias irlandesas.
Por volta de 773 d.C., os anais pararam de usar o termo Cruthin em favor do termo Dál nAraidi, que havia assegurado sua soberania sobre os cruthin.

## Etimologia
Nos escritos irlandeses medievais, o nome é escrito de várias maneiras: Cruthin, Cruithin, Cruthini, Cruthni, Cruithni ou Cruithini (em irlandês moderno: Cruithne). Acredita-se que se relacione com a palavra irlandesa cruth, que significa "forma, figura, formato". Acredita-se que o nome deriva de *Qritani, uma versão gaélica/celta-Q reconstruída do britônico/celta-P *Pritani. O geógrafo grego antigo Pítias chamou os britanos de Pretanoí, que se tornou Britanni em latim.
Sugere-se que cruthin não era como as pessoas se chamavam, mas era como seus vizinhos os chamavam.
O nome cruthin sobrevive nos topônimos Duncrun (Dún Cruithean, “forte dos cruthin”) e Drumcroon (Droim Cruithean, “cume dos cruthin”) no condado de Londonderry, e Ballycrune (Bealach Cruithean, “passagem dos cruthin”) e Crown Mound (Áth Cruithean, “vau dos cruthin”) no condado de Down. Acredita-se que esses nomes de lugares marcam as bordas do território cruthin.